# الکساندر رومانچوک (بازیکن فوتبال، زاده ۱۹۹۹)
الکساندر رومانچوک (اوکراینی: Олександр Богданович Романчук؛ زادهٔ ۱۶ دسامبر ۱۹۹۹) بازیکن فوتبال اهل اوکراین است.
وی همچنین در تیم ملی فوتبال زیر ۲۱ سال اوکراین بازی کرده‌است.